# Béla Barényi
Béla Barényi (Hirtenberg, 1º marzo 1907 – Böblingen, 30 maggio 1997) è stato un ingegnere austro-ungarico, considerato il padre dei sistemi di sicurezza passiva nelle automobili. Barényi aveva origini ungheresi. In vita conseguì la cittadinanza austriaca, cecoslovacca e tedesca.

## Biografia

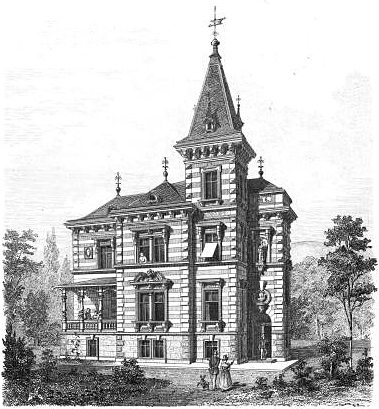
Casa natale di Barényi.

Béla Viktor Karl Barényi nacque nella Villa am Bach a Hirtenberg. Suo padre Eugen Barényi (1866–1917) da Preßburg, divenne cittadino cecoslovacco nella ČSR (1918). Il padre era un Maggiore dell'esercito k.u.k. Armee, (dal 1895) insegnante alla scuola cadetti Infanteriekadettenschule Kamenitz così come alla Professor per scienze naturali alla Militär-Realschule di Fischau; sua madre, Maria, proveniva dalla famiglia Keller. Il nonno materno di Barényis fu Seraphin Keller (1823–1882), fondatore della Hirtenberger Patronenfabrik, suo bisnonno, Fridolin Keller (1849–1923), fino al 1890 diventò milionario con un'azienda di commercio di auto luxury Austro-Daimler e ciò provocò l'interesse di Bélas verso le automobili. Il fratello di Bélas, Friedrich Barényi (1901–1984), fu un matematico presso la Junkers e sviluppò i primi esoreattore.
Dopo aver studiato ingegneria meccanica ed elettrica all'Università di Vienna, lavorò inizialmente per l'industria automobilistica FIAT in Austria, poi per la Steyr e per la Adler.
Assunto dalla Daimler-Benz nel 1939 come direttore del dipartimento di sviluppo, ne rimase a capo fino al 1972.
Sua è l'idea di dotare le automobili di una cellula passeggeri indeformabile e di zone a deformazione progressiva a protezione della cellula, in grado di assorbire le energie sviluppate durante un incidente automobilistico e prevenire intrusioni e deformazioni nella cabina.
Sue anche alcune altre tecnologie di sicurezza passiva, quali il piantone dello sterzo collassabile o il tetto rigido distaccabile.
A Barényi è attribuito anche il merito di aver concepito nel 1925 il design preliminare della Tatra V570, veicolo che fu poi d'ispirazione per la Germania alla realizzazione della macchina del popolo (Volkswagen) KdF-Wagen, vettura che sarebbe divenuta la Volkswagen Maggiolino, cinque anni prima che Ferdinand Porsche arrivasse alla versione definitiva.
Barényi fu candidato al premio Ingegnere automobilistico del secolo nel 1999 e inserito nella Automotive Hall of Fame nel 1994.

## Onorificenze

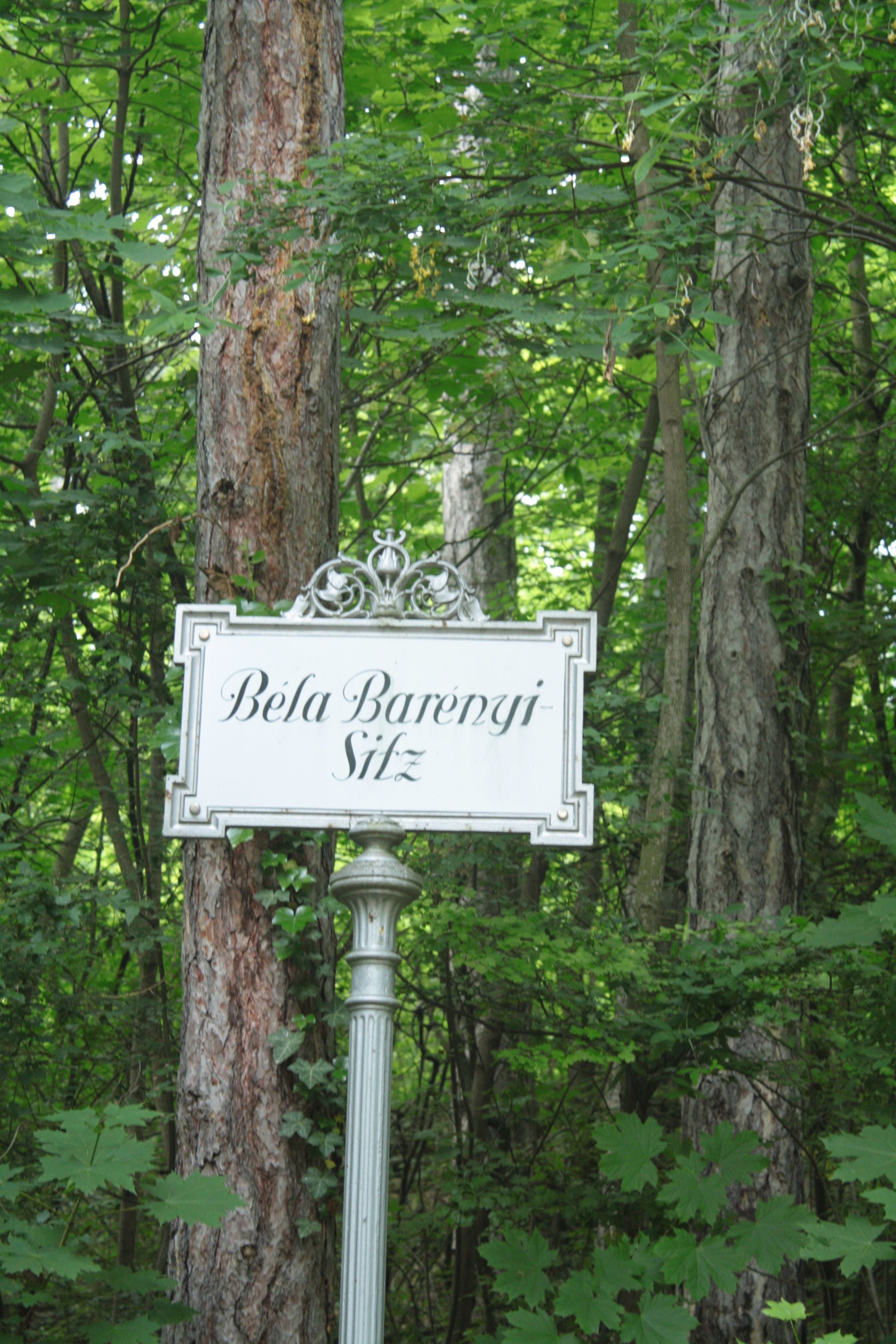
Barényi-Sitz presso Baden a Vienna

- Placca d'onore di Sindelfingen (1987)
- cittadino onorario di Terracina (1987)
- Berufstitel Professor (1989)
- Premio alla cultura 1989 di Baden bei Wien (1990)
- Automotive Hall of Fame (1994)
- Großes Bundesverdienstkreuz (5 ottobre 1995)
- European Automotive Hall of Fame di Ginevra (2007)
- Una fabbrica Daimler AG a Sindelfingen giace in Béla-Barényi-Straße.
- La città di Baden bei Wien dal 1990 nel parco Kurpark ha intitolato una piazza Béla-Barényi-Sitz
- 1º marzo 1994 presso la villa in Welzergasse 33 (Villa Georgsberg, fino al 12 giugno 1920) è stato posto un monumento.[4]

## Béla-Barényi-Preis

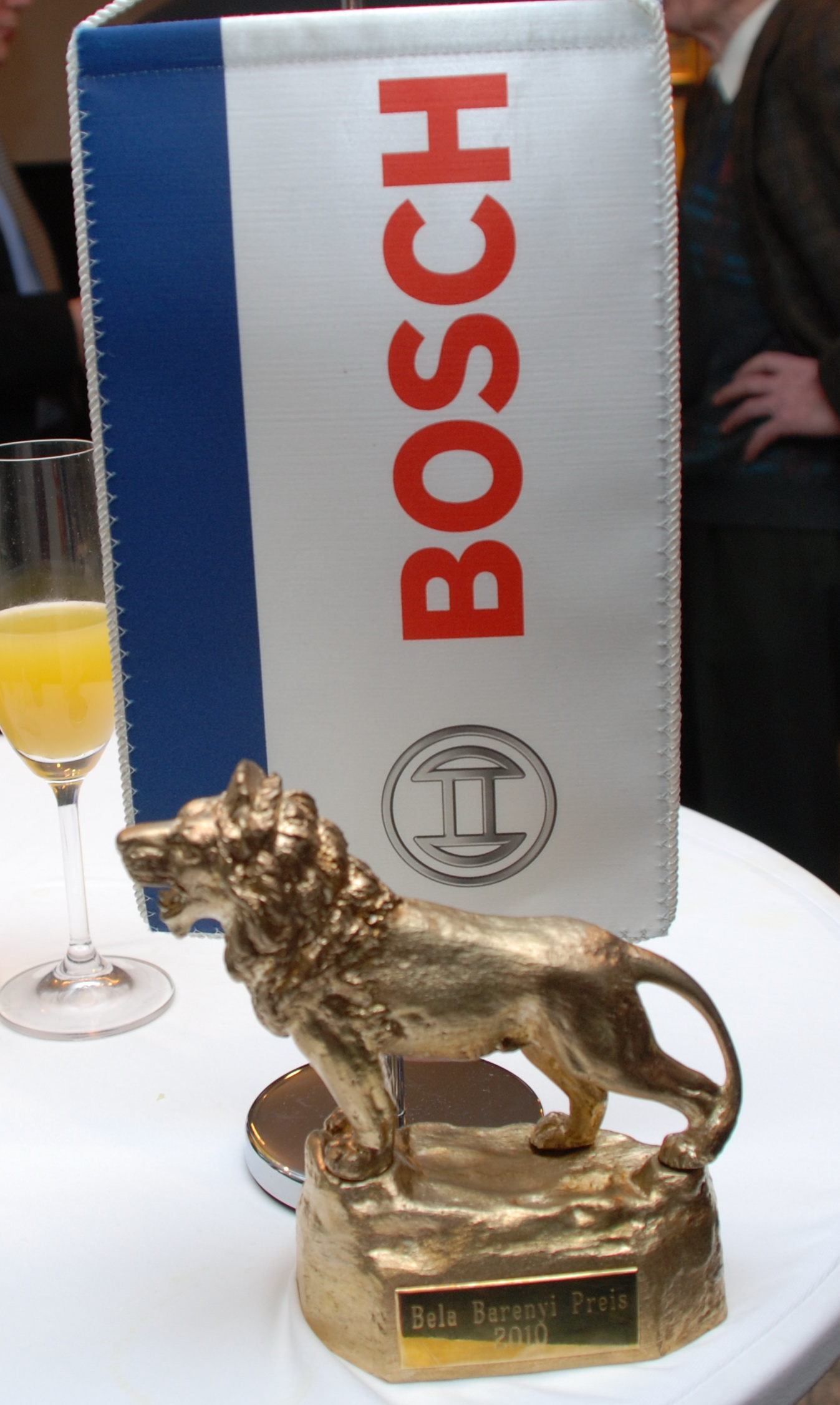
Béla Barényi-Preis

In suo onore dal 2005 viene consegnato dalla Arbeitsgemeinschaft für Motorveteranen (AMV) e dalla Robert Bosch il Béla-Barényi-Preis, presso la Österreichischer Automobil-, Motorrad- und Touring Club.
- 2005: Patricia H. Fischer
- 2006: Ernst Fiala
- 2007: Martin Pfundner
- 2008: Gustav Trubatsch
- 2009: Fritz Indra
- 2010: Heinz Prüller
- 2011: Jürgen Stockmar
- 2012: Hans Peter Lenz
- 2013: Hans Herrmann
- 2014: Hans Alfred Staffen